# Де Зеув, Арьян
Арьян де Зеув (нидерл. Adrianus Johannes "Arjan" de Zeeuw; 16 апреля 1970, Кастрикюм, Нидерланды) — нидерландский футболист, выступавший на позиции центрального защитника.

## Биография
Начал свою карьеру в молодёжной команде «Витесса». Первой взрослой командой для 22-летнего защитника стал «Телстар». В 1995 году де Зеув перешёл в английский «Барнсли», в составе которого вышел в Премьер-лигу в сезоне 1996/97 и провёл там один год. По окончании контракта в 1999 году переехал в «Уиган». В Премьер-лигу вернулся уже в составе «Портсмута» в 2003. В сезоне 2005—2006 участвовал в финале Кубка Лиги, где его команда была разгромлена «Манчестер Юнайтед». В 2007 вернулся в «Уиган», также выступал за «Ковентри» и голландский «Гоу Эхед Иглз».
После окончания карьеры стал работать криминалистом.